# Johann Heinrich Schönfeld

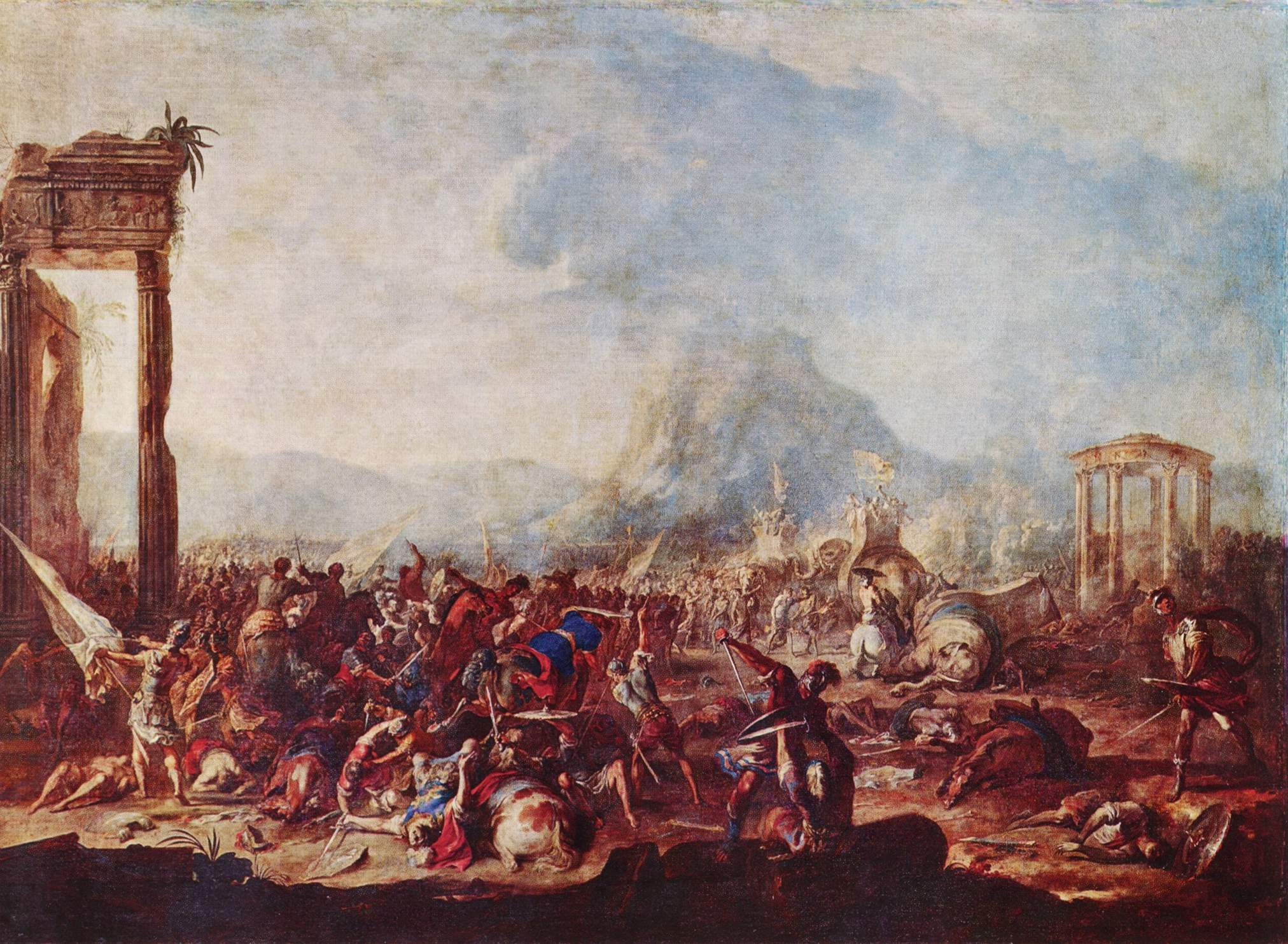
Pintura de batalla, mediados del

Johann Heinrich Wilhelm Schönfeld (Biberach an der Riß, 23 de marzo de 1609 - Augsburgo, 1684) fue un pintor barroco alemán.

## Vida
Su periodo de aprendizaje transcurrió en Memmingen, Stuttgart y Basilea. En esta última ciudad pudo conocer la obra de Callot y los manieristas holandeses. Escapó en el año 1633 de la Guerra de los Treinta Años marchando a Italia. Siguió formándose en Roma, donde conoció los paisajes de Nicolas Poussin, y Nápoles, donde pudo ver las agitadas composiciones de Salvator Rosa. En la primera fase de su carrera ejecutó amplios paisajes con pequeñas figuras, con temas bíblicos y mitológicos.
A partir de 1647 se encuentra en Dresde, Bamberg, Salzburgo, Ulm y Augsburgo, estando en esta última ciudad a partir del año 1652; allí contrajo matrimonio el año 1655 con A. E. Strauß de Ulm, con quien tuvo ocho hijos.
En los años posteriores realizó numerosas pinturas para muchas iglesias del sur de Alemania. En esta época alcanzó su mayor originalidad, siendo un pintor de gran fantasía. Junto a los temas religiosos y mitológicos, elaboró cuadros de historia y costumbristas. Incluso introdujo nuevos temas como «Los buscadores de tesoros». Su cromatismo está dominado por los colores claros. 
Schönfeld está considerado como el más importante pintor barroco alemán de la segunda mitad del siglo XVII. Tuvo una gran influencia en pintores posteriores del sur de Alemania. Un alumno suyo, Johann Schmidtner, pintó la famosa obra en Augsburgo titulada «Maria Knotenlöserin.»

## Obras
(Ejemplos)
- Salomon ungido rey por Sadoc, 1657, óleo sobre lienzo.
- Los buscadores de tesoros, 1662, óleo sobre lienzo, Staatsgalerie, Stuttgart.